# Citrat
Citrati su soli limunske kiseline.

## Važniji citrati
- Gvožđe(II) citrat - upotrebljava se kao lek protiv malokrvnosti. Dobija se otapanjem gvožđa u limunskoj kiselini.

- Natrijum citrat - upotrebljava se kao zamena za kuhinjsku so. Dobija se otapanjem natrijuma u limunskoj kiselini ili reakcijom sode bikarbone i limunske kiseline.
- Kalijum citrat- Nastaje otapanjem kalijuma u limunskoj kiselini ili neutralizacijom kalijum hidroksida sa limunskom kiselinom.
- Kalcijum citrat nastaje otapanjem kalcijuma u limunskoj kiselini ili neutralizacijom kalcijum hidroksida sa limunskom kiselinom.

## Literatura
- Smith, Michael B.; March, Jerry (2007). Advanced Organic Chemistry: Reactions, Mechanisms, and Structure (6th изд.). New York: Wiley-Interscience. ISBN 0-471-72091-7.